# HD104810
HD104810 — хімічно пекулярна зоря спектрального класу B8, що має видиму зоряну величину в смузі V приблизно  7,3.
Вона  розташована на відстані близько 1545,8 світлових років від Сонця.

## Фізичні характеристики
Телескоп Гіппаркос зареєстрував фотометричну змінність  даної зорі з періодом    2,87 доби в межах від  Hmin= 7,40 до  Hmax= 7,33.

## Пекулярний хімічний склад
Зоряна атмосфера HD104810 має підвищений вміст 
Si
.